# Samantha Lee
Samantha Lee es una directora de cine y guionista filipina, reconocida principalmente por películas con temática LGTBI como Baka Bukas (2016), Billie & Emma (2018) o Rookie (2023). Según la revista Paper, «como mujer queer que proviene de un país tan conservador como Filipinas, Lee quiere mostrar narrativas que aboguen por los derechos de las mujeres y LGBTQ+».

## Biografía

### Inicios
Lee nació en Filipinas y se trasladó a Australia para formarse profesionalmente como comunicadora. Luego de obtener una Maestría en Comunicación en el Royal Melbourne Institute of Technology, regresó a su país natal para iniciar una carrera como cineasta.

### Largometrajes
Baka Bukas (2016), su ópera prima, relata la historia de dos jóvenes mujeres que inician una relación sentimental luchando contra todos los estereotipos. En una entrevista confesó que desarrolló el concepto del filme basándose en su propia experiencia personal con una compañera de estudios.  El filme obtuvo premios y nominaciones en el festival Cinema One Originals, logró el Premio Talento Emergente en el Oufest 2017 y fue adquirido por el canal Star Cinema para su distribución.
Su siguiente largometraje fue Billie & Emma (2018), en el cual retoma la relación de dos mujeres del mismo sexo, pero la ubica a mediados de la década de 1990. La directora manifestó que la falta de representación del colectivo LGBTI en su país fue la principal razón que la llevó a hacer la película,  además de una serie de mensajes en Twitter en contra del matrimonio igualitario en Taiwán. Billie & Emma también logró galardones y reconocimientos en eventos como los Premios FAMAS, el Inside Out Film and Video Festival y los PMPC Star Awards.
En Rookie (2023) relata la historia de una adolescente novata que se une a un equipo de voleibol y se enamora de la capitana. El filme logró nominaciones en los Star Awards for Movies y tres galardones y una nominación en el Festival de Cine Independiente Cinemalaya. En este último evento, Lee obtuvo el premio de la audiencia como mejor directora.

### Otros proyectos
Paralelo a su labor en el cine, Lee dirigió y escribió en 2022 la miniserie Sleep With Me. Durante una entrevista, la directora reveló que ideó el guion luego de tener un fuerte caso de jet lag durante un viaje para promocionar Billie & Emma. Uno de los personajes de la serie se caracteriza precisamente por tener problemas para conciliar el sueño, y encuentra consuelo en una presentadora radial que no puede caminar.  También ha dirigido algunos cortometrajes con temática LGBTI como Agos (2011), Until it's Safe (2020) o It Was a Love Story (After All) (2022).
Lee se ha desempeñado además como editora multimedia de CNN Filipinas y como directora de comerciales.

## Filmografía
| Año  | Título                          | Notas        |
| ---- | ------------------------------- | ------------ |
| 2011 | Agos                            | Cortometraje |
| 2016 | Baka Bukas                      | Largometraje |
| 2018 | Billie & Emma                   | Largometraje |
| 2020 | Until It's Safe                 | Cortometraje |
| 2022 | It Was a Love Story (After All) | Cortometraje |
| 2022 | Sleep With Me                   | Miniserie    |
| 2023 | Rookie                          | Largometraje |